# Fortepiano
Il fortepiano o pianoforte storico è un cordofono a percussione ed è il principale precursore del pianoforte moderno.
Nel periodo iniziale della sua diffusione fu chiamato anche piano-forte o pianoforte. Ciò è facilmente dimostrabile attraverso le locandine coeve, che pubblicizzavano concerti, o attraverso i libri che ne spiegavano le caratteristiche, essendo esso uno strumento nuovissimo che caratterizzò con la sua diffusione l'epoca dell'ultimo decennio del '700 e del primo impero napoleonico. Era il tipo di strumento impiegato nell'epoca di Haydn, Mozart, Schubert e Beethoven.
Come il pianoforte moderno, produce suoni grazie a corde che vengono percosse per mezzo di martelletti, azionati da una tastiera. La sua caratteristica rispetto al moderno pianoforte è di essere interamente in legno, o tutt'al più con alcune strutture interne metalliche (sicuramente l'uso di elementi in ghisa o altri materiali indeformabili è peculiare del pianoforte moderno). Questo comporta una tensione delle corde decisamente inferiore, un volume sonoro notevolmente minore unito ad una timbrica parzialmente diversa rispetto allo strumento odierno; tuttavia non si può parlare di due strumenti diversi: si tratta invece di un unico strumento, che ha subito nel tempo una decisa e profonda evoluzione.
La caratteristica peculiare, e nuova per l'epoca, del fortepiano è la possibilità per l'esecutore di pesare la pressione sul tasto: questo permise di aprire nuovi orizzonti ai mezzi di espressione degli artisti, che durante la seconda metà del Settecento abbandonarono rapidamente il clavicembalo in favore di questo nuovo, duttile strumento.

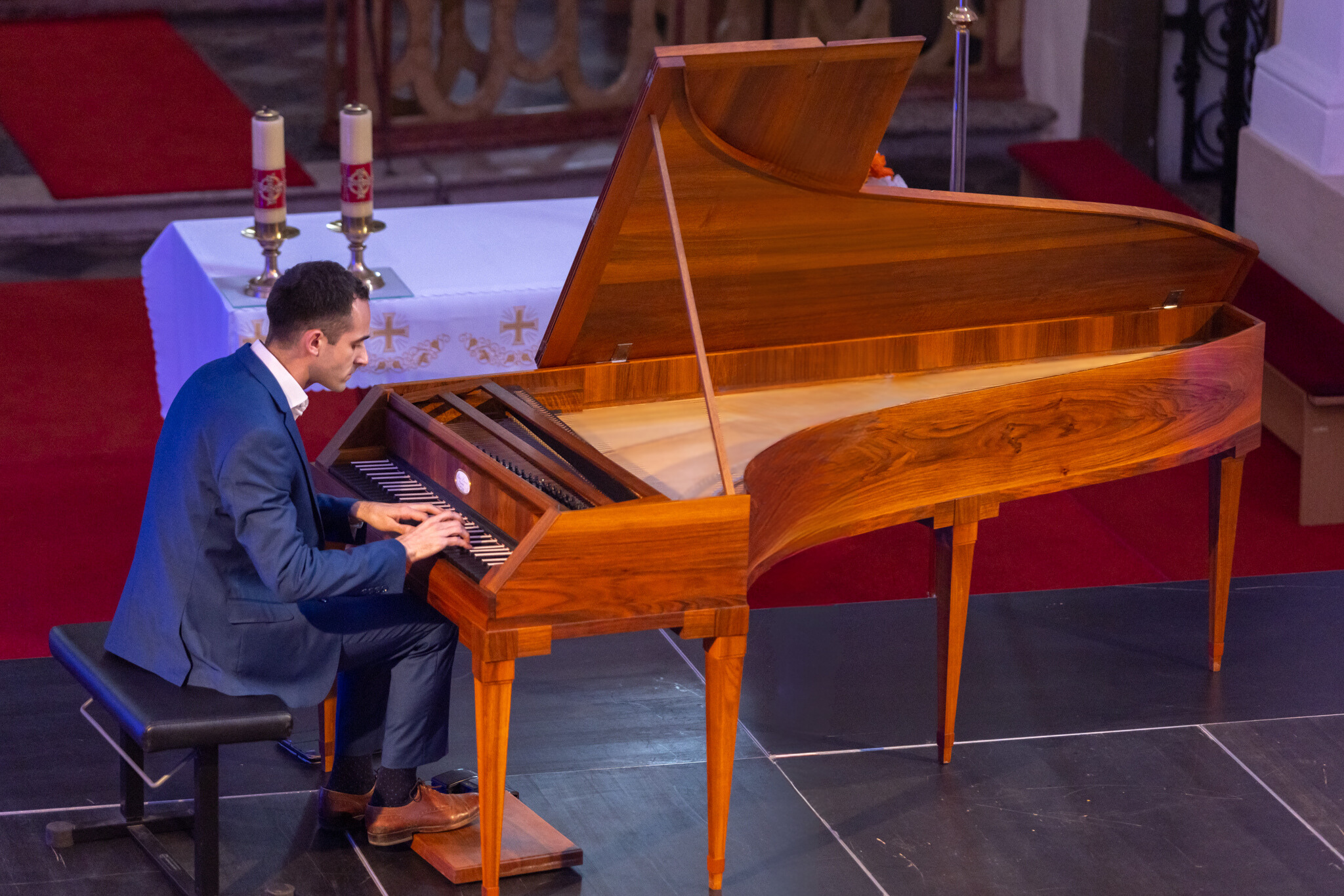
Danilo Mascetti specialista in fortepiano

## Storia

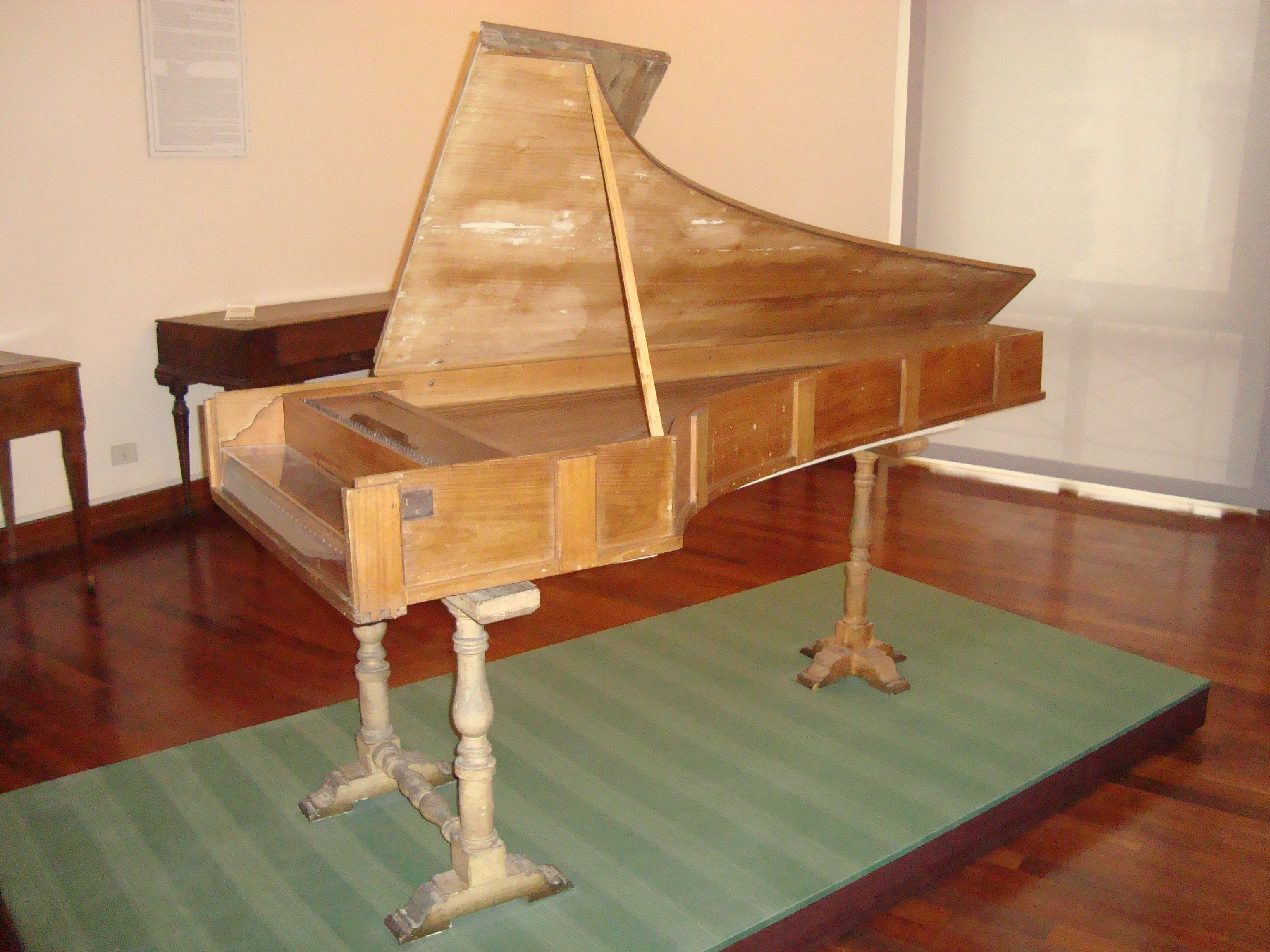
Fortepiano costruito da Bartolomeo Cristofori nel 1722, Museo Nazionale degli Strumenti Musicali di Roma

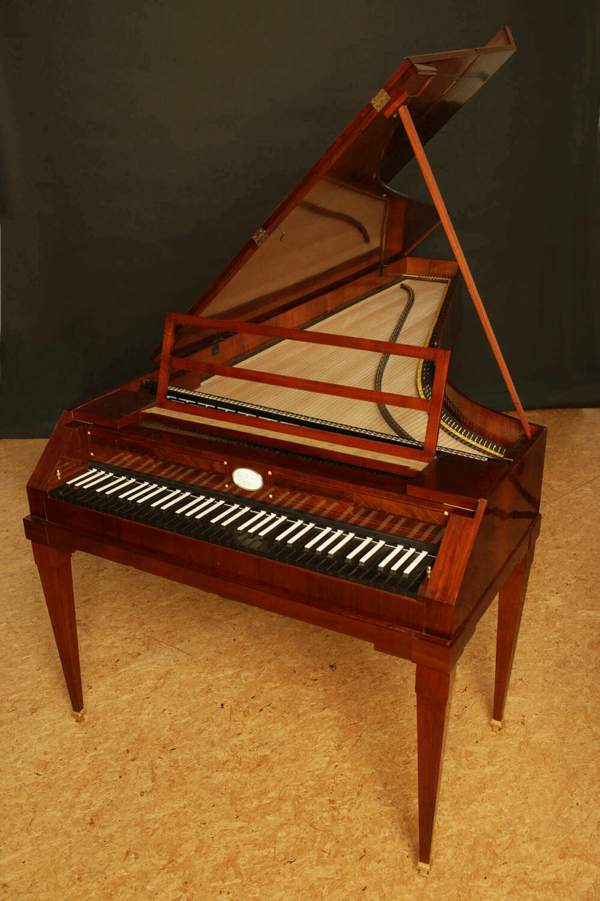
Copia di un fortepiano di scuola viennese di Anton Walter del 1815 realizzata da Paul McNulty

L'invenzione del fortepiano viene tradizionalmente attribuita al cembalaro Bartolomeo Cristofori, al servizio del gran principe di Toscana Ferdinando de' Medici all'inizio del '700; tuttavia è più verosimile che anche altri cembalari europei coevi alla ricerca di una sonorità più malleabile per il clavicembalo fossero giunti all'idea concretizzata da Cristofori, ma solo quest'ultimo sia riuscito a diffondere il proprio strumento. Uno dei primi autori che ebbe modo di conoscere il fortepiano fu Domenico Scarlatti, il quale poté suonarlo per anni presso la corte di Spagna, che possedeva un buon numero di strumenti di questo tipo. La nuova idea nonostante tutto non attecchì immediatamente, ma quando lo strumento, circa cinquant'anni dopo, ebbe diffusione sufficiente, esso diventò il prediletto dei maggiori esponenti della musica sette/ottocentesca, come Mozart, Haydn, Muzio Clementi e Beethoven.
Uno dei più illustri costruttori di fortepiani fu Johann Andreas Stein di Augusta, in Germania. Stein sviluppò la cosiddetta meccanica "viennese", popolare sui pianoforti viennesi fino alla metà del XIX secolo. Un altro importante costruttore viennese di pianoforti fu Anton Walter. Il fortepiano Walter di Mozart si trova attualmente al Museo di Mozart a Salisburgo, in Austria. Anche Haydn possedeva un fortepiano Walter e Beethoven espresse il desiderio di acquistarne uno. Il più famoso costruttore di pianoforti del primo romanticismo fu Conrad Graf (1782-1851), che costruì l'ultimo pianoforte di Beethoven. I suoi strumenti sono stati suonati da Chopin, Mendelssohn e Schumann. Johannes Brahms preferì i pianoforti di Johann Baptist Streicher. I costruttori inglesi più noti furono Johannes Zumpe, Robert Stodart e John Broadwood. Tra i costruttori francesi più importanti dell’epoca ricordiamo Erard, Pleyel (il costruttore preferito di Chopin) e Boisselot (il preferito di Liszt).
Dalla metà del XIX secolo il fortepiano subì un ampio sviluppo tecnologico per consentirne la produzione attraverso nuovi metodi industriali e verso la fine del secolo il tipo di strumento più antico cessò di essere prodotto. 
Le modifiche e le invenzioni apportate nel corso della prima metà dell'Ottocento lo fecero divenire, nella seconda metà dell'Ottocento, quello che noi oggi consideriamo il pianoforte moderno. 
Nella seconda metà del XX secolo si è assistito a un forte aumento di interesse per gli strumenti d'epoca, tra cui un nuovo interesse per il clavicembalo e il fortepiano. Tra i più importanti costruttori coinvolti in questa rinascita del fortepiano del XX secolo emergono Philip Belt, Margaret F. Hood, Christopher Clark e Paul McNulty.
La reintroduzione del fortepiano ha consentito l'esecuzione di brani del XVIII e dell'inizio del XIX secolo sugli strumenti per i quali erano stati scritti, offrendo nuove intuizioni su questa musica. Sempre più scuole di musica stanno avviando corsi di studio del fortepiano. Ci sono diversi concorsi pianistici, come il Concorso MA di Bruges e il 1º Concorso Internazionale di Chopin su strumenti d'epoca, organizzato dallo Chopin Institute di Varsavia.
Dopo un periodo di oblio, dovuto all'evoluzione che portò al pianoforte moderno, il fortepiano è tornato in uso attorno alla metà del XX secolo nell'ambito dell'esecuzione storicamente informata, grazie ai musicisti specializzati nell'esecuzione filologica della musica settecentesca; alcuni esecutori moderni sono Malcolm Bilson, Andrea Coen, Robert David Levin, Jos van Immerseel, Andreas Staier, Ronald Brautigam, Bart van Oort, Melvyn Tan, Jörg Demus, Paul Badura-Skoda, Trudelies Leonhardt.

## Caratteristiche e meccanica

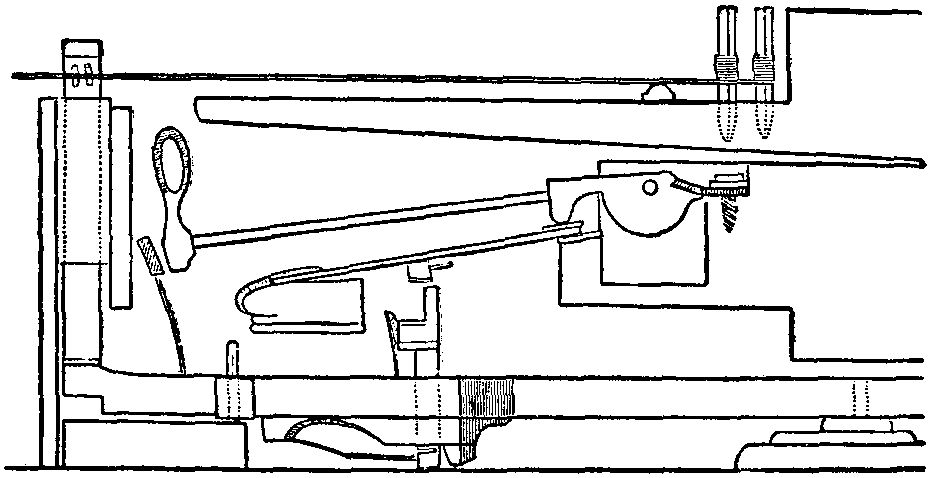
Meccanica di un fortepiano

Realizzato in due tipi, a coda o a tavolo (chiamato anche a tavolino per via delle sue ridotte dimensioni), il fortepiano era costruito interamente in legno, o con parziali rinforzi e strutture metalliche ben diverse da quelle attuali; le corde sono percosse da martelletti rivestiti di pelle (anziché di feltro, come nel pianoforte), producendo così un suono leggermente più metallico, più nitido, più chiaro e netto, che in molti brani permette una maggiore intelligibilità sonora, la quale ricorda alla lontana, soprattutto nel registro medio/acuto, la timbrica del clavicembalo. Ciò che più si distingue nell'ascolto di un fortepiano è che le note non si sovrappongono e non si confondono come nel pianoforte moderno. Questo effetto di "confusione e unione" dei suoni nelle composizioni moderne è del tutto naturale e previsto dal compositore; ben diversa è la situazione di composizioni musicali antiche (di fine '700 o della prima metà dell'800), concepite per i coevi fortepiani. L'uso del pianoforte moderno, in questo caso, pone un problema di reinterpretazione.
L'estensione inizialmente era di cinque ottave, poi nelle composizioni si nota un progressivo aumento: per esempio, Mozart scrisse pezzi per strumenti a cinque ottave, mentre in Beethoven l'estensione raggiunge anche le sei ottave, prova, questa, del miglioramento tecnico e dell'evoluzione graduale, ma anche rapida in molti aspetti, che ebbe il pianoforte antico (un pianoforte odierno copre normalmente sette ottave e una terza minore).

### Variatori di suono
Il fortepiano poteva essere munito di pedali o ginocchiere, in numero variabile, che mutavano il timbro del suono prodotto:
- moderato (o pedale moderatore): interpone tra corde e martelletti una sottile striscia di feltro per rendere il suono più vellutato;
- liuto: preme del materiale morbido contro le corde, a ridosso del ponticello, smorzandone il suono;
- forte;
- celesta;
- fagotto: consisteva in una striscia di legno, rivestita di carta velina o pergamena, accostata alle corde gravi, in modo che vibrassero con il caratteristico ronzio del fagotto;
- pedale delle turcherie: la sua funzione è quella di azionare una serie di marchingegni, che riproducono un suono di grancassa, campanelli e piatti, elementi tipici della musica turca dei giannizzeri, così come filtrata dalla cultura viennese di fine '700.

Molti di questi effetti, come le turcherie, caddero in disuso col passaggio dalla meccanica di tipo viennese (strumenti di Joseph Böhm, Conrad Graf, Johann Schantz, etc.), di fine '700 ed inizio '800, a quella romantica dei francesi Pleyel ed Érard, che per primi, assieme anche a molti costruttori tedeschi, posero le basi dell'evoluzione verso la meccanica contemporanea. Non era più necessario sorprendere e divertire, come richiedeva il gusto tardo-barocco e neoclassico, ma invece esprimere sentimenti ed emozioni romantiche; quindi "percussioni", come le turcherie che davano ritmo alla danza o alle marce, non erano più necessarie; anche il fagotto e la celesta erano effetti "sorprendenti", che la sensibilità e l'intimismo romantico considerò inutili e desueti.